# Caledonian Isles
Die Caledonian Isles ist eine Fähre der Reederei CalMac Ferries. Das Schiff gehört Caledonian Maritime Assets in Port Glasgow, die es auch bereedern. Eingesetzt wird das Schiff von CalMac Ferries im Liniendienst zwischen Ardrossan und Brodick auf der Isle of Arran.

## Geschichte
Das Schiff wurde unter der Baunummer 589 auf der Werft Richards Shipbuilders in Lowestoft gebaut. Der Kiellegung des Schiffes erfolgte am 8. Juni 1992, der Stapellauf am 25. Mai 1993. Getauft wurde es von Prinzessin Anne. Das Schiff wurde am 11. August 1993 abgeliefert und am 25. August des Jahres in Dienst gestellt. Es war das letzte auf der Werft gebaute Schiff, bevor diese 1994 den Betrieb einstellte.
Die Caledonian Isles ersetzte die zuvor auf der Strecke zwischen Ardrossan und Brodick eingesetzte Isle of Arran.

## Technische Daten und Ausstattung
Das Schiff wird von zwei Viertakt-Achtzylinder-Dieselmotoren des Herstellers Mirrlees Blackstone (Typ: 8MB275) mit 4265 kW Leistung angetrieben, die über Untersetzungsgetriebe auf zwei Verstellpropeller wirken. Für die Stromerzeugung stehen vier Dieselgeneratorsätze zur Verfügung. Das Schiff ist mit zwei von einem Caterpillar-Dieselmotor mit 466 kW Leistung angetriebenen Bugstrahlrudern ausgerüstet.
Das Schiff verfügt über ein durchgehendes Fahrzeugdeck, das über eine Bug- und eine Heckrampe zugänglich ist. Vor der Bugrampe befindet sich ein Bugvisier, das nach oben geöffnet werden kann. Auf dem Fahrzeugdeck stehen 150 Spurmeter zur Verfügung. Die Fähre kann 110 Pkw befördern. Das Schiff ist mit zwei höhenverstellbaren Fahrzeugdecks ausgestattet. Pro höhenverstellbarem Deck können 48 Pkw zusätzlich transportiert werden. Werden beide Decks genutzt, erhöht sich die Kapazität um 99 Pkw.
Oberhalb des Fahrzeugdecks befinden sich drei Decks, Deck 4 bis 6. Auf Deck 4 direkt oberhalb des Fahrzeugdecks befinden sich Einrichtungen für die Passagiere, darunter ein Selbstbedienungsrestaurant und Aufenthaltsräume, unter anderem mit einem Bereich mit Ruhesesseln. Auf Deck 5 befindet sich im vorderen Bereich des Schiffes eine Lounge. Weiterhin sind hier die Einrichtungen für die Schiffsbesatzung, darunter Kabinen, Messe und Aufenthaltsräume, untergebracht. Auf Deck 5 befindet sich ein umlaufendes Promenadendeck mit Sitzgelegenheiten. Auf Deck 6 befinden sich die über die gesamte Breite geschlossene Brücke und weitere Bereiche für die Schiffsbesatzung sowie ein Sonnendeck mit Sitzgelegenheiten.
Die Passagierkapazität des Schiffes beträgt 1000 Personen. An Bord ist Platz für 29 Besatzungsmitglieder, für die 27 Einzel- und eine Doppelkabine zur Verfügung stehen. Die normale Besatzungsstärke beläuft sich auf 26 Personen.
Zur Verringerung von Rollbewegungen ist das Schiff mit Flossenstabilisatoren ausgerüstet.
Als Rettungsmittel für Notfälle stehen vier Rettungsboote sowie mehrere Rettungsinseln zur Verfügung. Zum schnellen Verlassen des Schiffes dienen Rettungsrutschen.